# Xenotriccus
Genre
Le  Xenotriccus regroupe des passereaux d'Amérique centrale et du sud de l'Amérique du Nord appelés moucherolle.

## Liste d'espèces
D'après la classification de référence du Congrès ornithologique international (ordre phylogénique) :
- Xenotriccus callizonus Dwight et Griscom, 1927 – Moucherolle ceinturé
- Xenotriccus mexicanus (Zimmer, 1938) – Moucherolle aztèque